# Wolf Philipp von Draxdorf
Wolf Philipp von Draxdorf(f), auch von Traxdorf(f) und von Drachsdorf(f) († 26. September 1615 in Weimar), war ein deutscher Verwaltungsbeamter.

## Leben

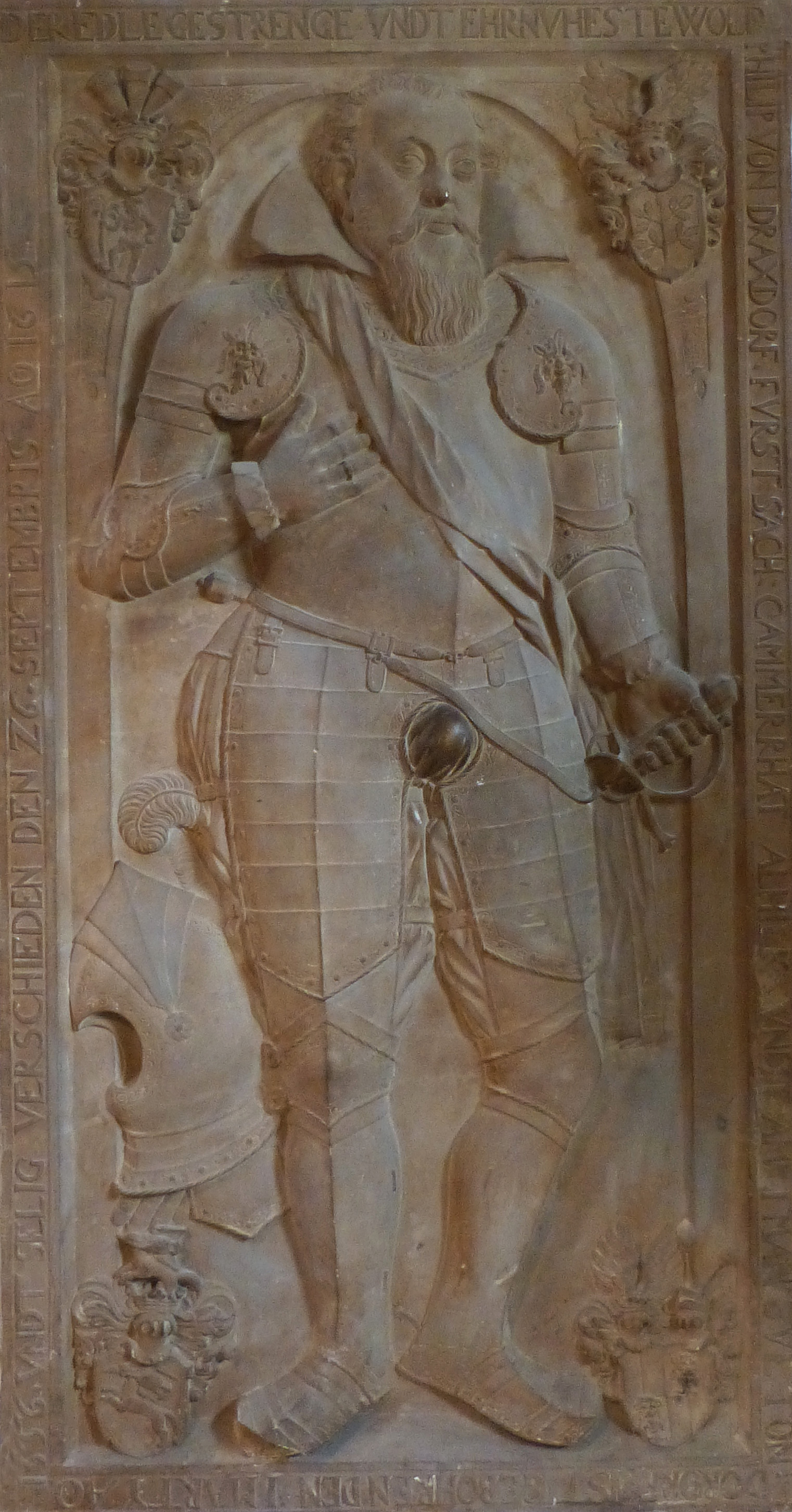
Epitaph in der Herderkirche Weimar

Er stammte aus der Adelsfamilie von Draxdorf(f) (Traxdorff/Drachsdorff) und trat in den Dienst der Ernestiner, deren Schösser auf der Mühlburg, ab 1608 fürstlich-sächsischer Kammerrat in Weimar und zuletzt Amtmann in Tundorf/Dondorf bei Altenburg er wurde.
Sein Grabmal befindet sich in der Stadtkirche zu St. Peter und Paul in Weimar.